# Conservatorio Benedetto Marcello

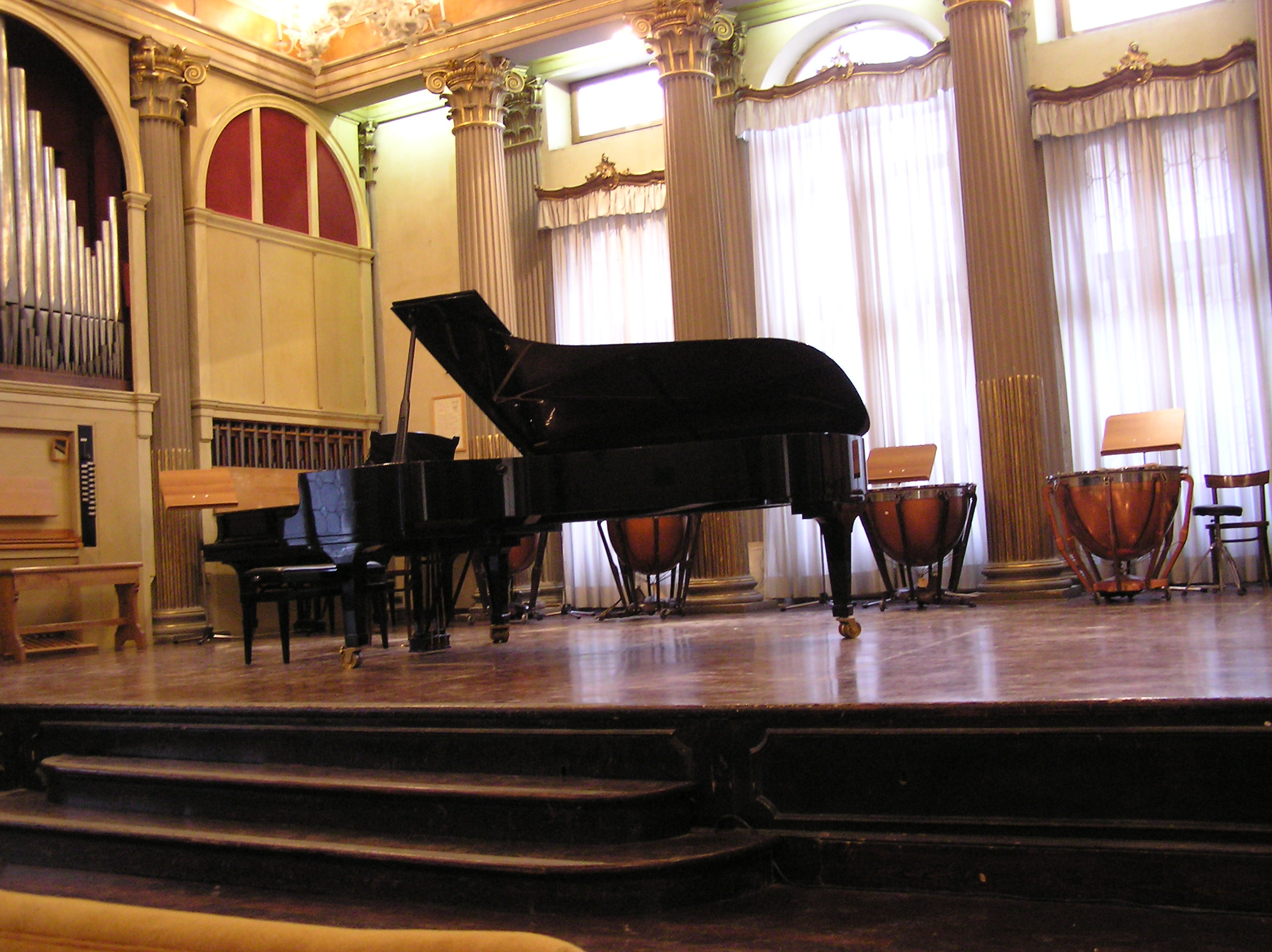
Conservatorio di Venezia

Das Conservatorio Benedetto Marcello ist das Konservatorium der Stadt Venedig. Es ist mit einer umfangreichen Bibliothek ausgestattet.

## Geschichte
Das Conservatorio wurde 1876 als Liceo Musicale e Società Benedetto Marcello gegründet und ist nach dem Komponisten Benedetto Marcello benannt. Die Musikhochschule ist im Palazzo Pisani beheimatet.
Im April 1877 erfolgte die Eröffnung. Als Einweihungskonzert wurden unter der musikalischen Leitung von Franco Faccio Werke von Marcello, Rameau, Bach, Händel und Beethoven aufgeführt. Zu den wichtigsten Ereignissen der ersten Jahre des Lyceums zählt der Besuch Richard Wagners, der 1882 ein Konzert zu Ehren seiner Frau Cosima dirigierte.
Die Weiterentwicklung wurde von Musikern wie Marco Enrico Bossi und Ermanno Wolf-Ferrari geprägt. Der Erste Weltkrieg unterbrach den Betrieb. Durch die Nähe zur Frontlinie konnten die Studien von Oktober 1917 bis November 1918 nicht fortgesetzt werden. Der politische Druck des faschistischen Regimes auf das Lyceum führte in den späten 1930er Jahren zu großen Problemen. 1939 ermordete sich der jüdische Geiger Giuseppe Sacerdoti selbst und hinterließ sein Vermögen zur Zahlung von Stipendien für die ärmsten Absolventen des Lyzeums. Mezio Agostini, der die Schule 30 Jahre lang geführt hatte, wurde durch die Behörden wegen „beruflicher Untauglichkeit“ entlassen. Die Leitung übernahm der Komponist Gian Francesco Malipiero.

## Lehrangebot (Studienfächer)
| - Blockflöte - Cembalo - Chorgesang und Chorleitung - Dirigieren - Elektronische Musik - Fagott - Gesang - Gitarre - Harfe - Horn | - Jazz - Klarinette - Klavier - Komposition - Kontrabass - Laute - Musikpädagogik - Oboe - Orgel | - Querflöte - Saxophon - Schlagzeug - Trompete und Posaune - Viola - Viola da Gamba - Violine - Violoncello |

## Bekannte Professoren und Direktoren des Konservatoriums
An der Institution wirkten zahlreiche bekannte Musiker, darunter Marco Enrico Bossi, Giuliano Carmignola, Bruno Maderna, Gian Francesco Malipiero, Arturo Benedetti Michelangeli, Giuseppe Sinopoli, Gino Tagliapietra und Ermanno Wolf-Ferrari.

## Bekannte Schüler
Zu den namhaftesten Schülern zählen u. a. Mario Bernardi, Ettore Gracis, Francesco de Guarnieri,  Bruno Maderna, Arturo Benedetti Michelangeli, Luigi Nono, Katia Ricciarelli, Sebastian F. Schwarz, Giuseppe Sinopoli und Gino Tagliapietra.